# مگی مک‌نیل (شناگر)
مگی مک‌نیل (انگلیسی: Maggie Mac Neil؛ زادهٔ ۲۶ فوریهٔ ۲۰۰۰) شناگر زن اهل کانادا است.
وی در مسابقات کشوری و بین‌المللی در مجموع برندهٔ ۱ مدال طلا، ۱ مدال نقره، ۲ مدال برنز شده‌است.